# Time banking
En tidsbank är ett system för utbyte av tjänster med arbetstid som räkenskapsenhet.  
En person som utför en tjänst för någon annan inom tidsbanken får arbetstiden krediterad till sitt konto. Om arbetet tog en timme växer alltså personens bankkonto med en timme. Den som tog emot tjänsten får istället "betala" en timme från sitt konto.
Tjänsteutbytet är inte beroende av personliga relationer eller direkt reciprocitet. Däremot kan det gynna framväxten av bättre relationer med dem i ens omgivning. Modellen stödjer eller bygger socialt kapital i samhället genom att använda de resurser som varje människa har. Syftet är att skapa nätverk där alla kan medverka och där allt medverkande värderas lika. Time banking värderar tiden som behövs när man medverkar istället för själva innehållet. Att samtala en timme med en hemmabunden person är lika mycket värt som att ge en timme datorkunskap. Målet är att bidra till ett mer jämlikt, rättvist och socialt inkluderande samhälle genom att uppmuntra människor att samarbeta, dela med sig av sin tid och ta hjälp av andra i sin närhet.
Tidsbanken som begrepp skapades på 1980-talet av Edgar S. Cahn, en amerikansk juridikprofessor och förespråkare för social rättvisa. För Cahn var Time banking ett verktyg för att fylla tomrummet i offentliga sociala tjänster som bildades då Reagan-administrationen gjorde stora nedskärningar i sociala program.
I sin bok No More Throw-Away People lade Cahn fram fyra huvudprinciper för en tidsbank, med en femte som ett senare tillägg:
1. Vi är alla tillgångar: Alla har något att bidra med
2. Omdefiniera arbete: Allt arbete är värdefullt, inklusive obetalt hemarbete och vårdarbete
3. Ömsesidighet: Hjälp varandra att bygga starka relationer och samhällsgemenskap
4. Sociala nätverk: Att tillhöra ett socialt nätverk ger våra liv mening
5. Respekt: Respekt är grunden för en sund och välfungerande demokrati

Även om begreppet tidsbank kom till först på 1980-talet är idéerna bakom äldre än så. Tidsbanken som idé har sina rötter i 1800-talets socialanarkistiska strömningar, där bland andra Pierre-Joseph Proudhon och Karl Marx märks som förespråkade av olika versioner av arbetstidsbaserade kartala valutor.  
I stället för att utfärda papperskrediter använder moderna tidbanker elektroniska krediter. Eftersom arbetstidsenheterna i allmänhet inte accepteras utanför tidsbanken utgör de inte någon form av pengar i ekonomisk mening i samhället i stort. Inom ramen för tidsbanken fungerar de i överlag som vanlig valuta. 

## Källförteckning
1. ↑  ”What is Timebanking” (på brittisk engelska). Arkiverad från originalet den 27 november 2020. https://web.archive.org/web/20201127213038/https://www.timebanking.org/what-is-timebanking/. Läst 2 december 2020.
2. 1 2  ”The Time Bank Solution (SSIR)” (på amerikansk engelska). ssir.org. https://ssir.org/articles/entry/the_time_bank_solution. Läst 2 december 2020.
3. ↑  Investopedia. ”Time Banking Definition” (på engelska). Investopedia. https://www.investopedia.com/terms/t/time-banking.asp. Läst 2 december 2020.
4. ↑  ”Time-based currency” (på engelska). Wikipedia. 2020-11-24. https://en.wikipedia.org/w/index.php?title=Time-based_currency&oldid=990463540. Läst 2 december 2020.